# Montagnes russes junior

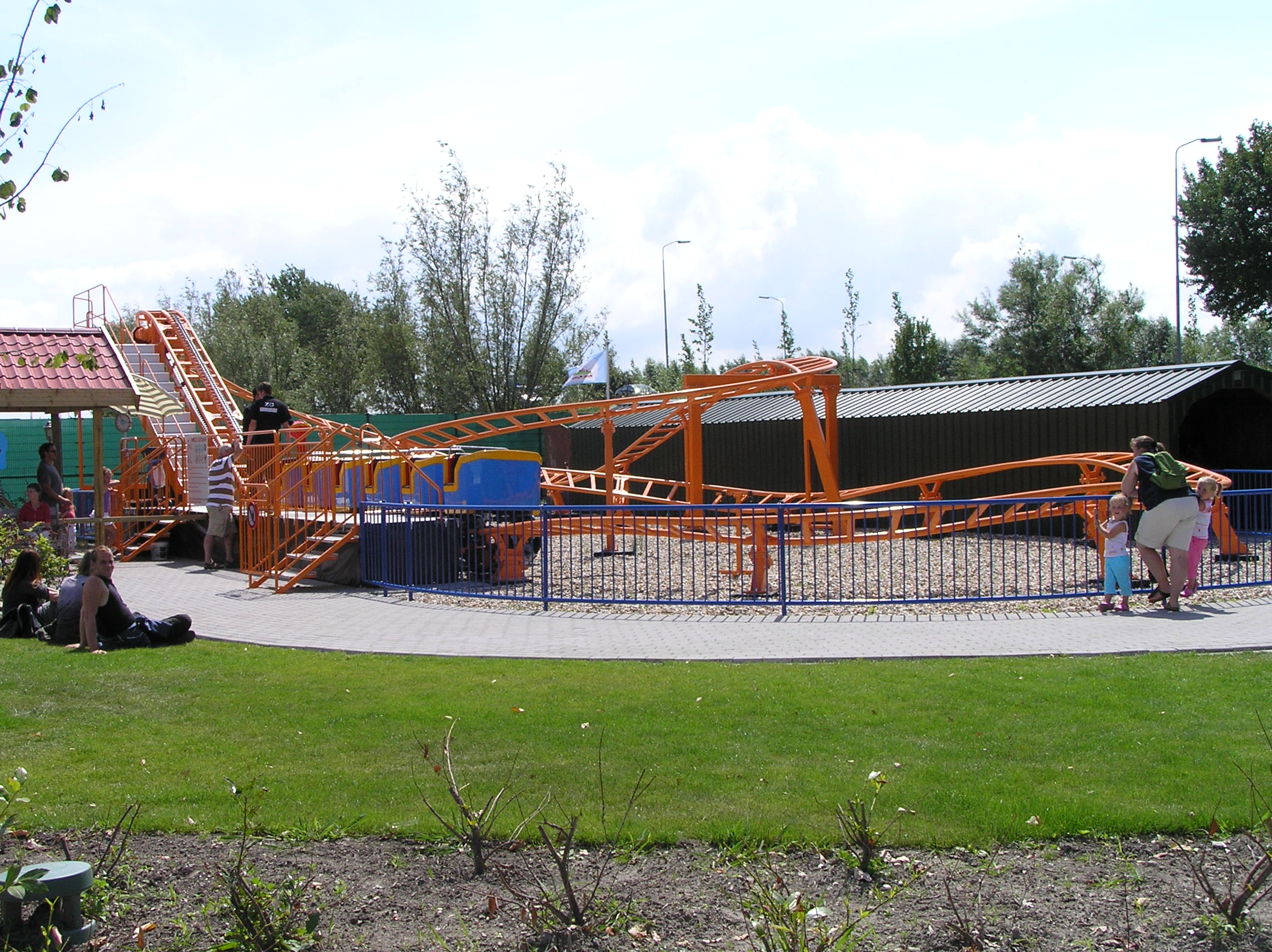
Familie Achtbaan à Mini Mundi.

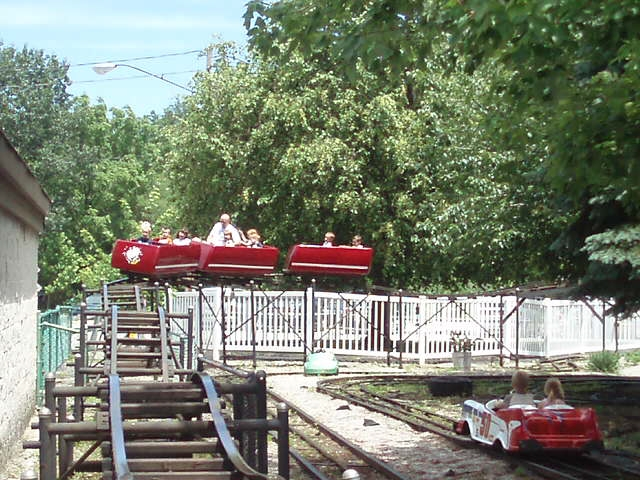
Little Dipper à Memphis Kiddie Park.

Les montagnes russes junior (du terme anglophone kiddie coaster) sont un type de montagnes russes spécialement étudié pour procurer des sensations modérées, les rendant accessibles aux enfants. On parle aussi parfois de montagnes russes familiales.
Certains modèles de cette catégorie sont appelés Chenille ou Pomme en raison de la forme des trains qui rappelle cet animal (avec parfois une tête de chenille à l'avant) et le fait qu'elle traverse parfois une grosse pomme dans sa décoration.

## Caractéristiques
Bien que les formes se soient diversifiées avec le temps faisant apparaitre par exemple des montagnes russes à véhicules suspendus adaptés aux plus jeunes, la grande majorité de ce type d'attractions est sous forme de montagnes russes assises classiques. Les parcours ne possèdent aucune inversion et sont souvent de faible hauteur. La vitesse est également adaptée au type de passagers.
Dans ces premières formes, les montagnes russes juniors avaient souvent avec un tracé de voie de forme ovale. Le tour était uniquement ponctué de bosses, de creux et de virages. Le parcours très court était alors souvent exécuté plusieurs fois.

## Histoire
Parmi les tout  premiers modèles du genre, on peut citer le Brownie Coaster de Kennywood. Des montagnes russes en bois construites par William F. Mangels en 1928 pour compléter Kiddieland, la nouvelle zone de l'époque destinée aux enfants.
En 1946, le premier prototype du modèle "Little Dipper", conçu par David Bradley fut installé au Beverly Park. Il sera mis en fonctionnement l'année suivante et vendu plus tard à la compagnie Herschell qui fit des améliorations avec le temps pour développer et commercialiser ce type d'attraction.
À partir des années 1950, les autres constructeurs Miler Coaster Company et B. A. Schiff entrent sur le marché.
De nos jours, les constructeurs de montagnes russes à posséder des modèles adaptés aux plus jeunes sont Mack Rides, Bradley and Kaye, Chance Rides, Pinfari, Vekoma, Wisdom Rides et Zierer.

## Attractions de ce type
- Ba-a-a Express à Europa-Park
- Barnstormer au Magic Kingdom
- Casey Jr Circus Train au Parc Disneyland
- Coccinelle à Bellewaerde (existe aussi à Walibi Sud-Ouest, Walibi Belgium et Walibi Rhône-Alpes. ainsi qu'à Walibi Holland sous le nom Drako)
- Flight of the Hippogriff à Universal's Islands of Adventure (existe aussi à Universal Studios Japan et Universal Studios Hollywood)
- Karavanen aux Jardins de Tivoli
- Noisette Express à Nigloland
- Pegasus à Europa-Park
- SOS Numérobis au Parc Astérix
- Tami-Tami à PortAventura Park
- Viktor's Race à Plopsaland De Panne
- Wanted Dalton au Parc Spirou